# Matilde Gioli
 (février 2021).
Si vous disposez d'ouvrages ou d'articles de référence ou si vous connaissez des sites web de qualité traitant du thème abordé ici, merci de compléter l'article en donnant les références utiles à sa vérifiabilité et en les liant à la section « Notes et références ».
Pour les articles homonymes, voir Gioli.
Matilde Gioli, nom de scène de Matilde Lojacono, née à Milan (Italie) le 2 septembre 1989, est une actrice et mannequin italienne.

## Biographie
Née à Milan, Matilde Gioli décide d'utiliser le nom de sa mère pour sa carrière. Elle est diplômée du Liceo Classico Cesare Beccaria et a obtenu une licence en philosophie à l'université de Milan. Elle est devenue célèbre en Italie pour son rôle dans le film Il capitale umano (Les Opportunistes), réalisé par Paolo Virzì, grâce auquel elle a remporté de nombreux prix, dont le prix Guglielmo Biraghi lors des Nastri d'argento 2014 et le prix Alida Valli au Festival international du film de Bari.
En 2014, elle fait également ses débuts au petit écran, dans un épisode de Gomorra - La série. En 2015, elle revient au grand écran avec trois films : Solo per il weekend (présenté en première au Festival des films du monde de Montréal, alors qu'il est sorti en salle en 2016), Belli di papà et Un posto sicuro. Entre 2015 et 2016, elle a tourné dans la mini-série télévisée Di padre in figlia, réalisée par Riccardo Milani, et dans les films 2night, réalisé par Ivan Silvestrini, et The Startup, réalisé par Alessandro D'Alatri, Blue Kids, le premier long métrage d'Andrea Tagliaferri, et Mamma or Papa? réalisé par Riccardo Milani, et le court métrage Claustrophonia, réalisé par Roberto Zazzara, présenté au Festival du film du futur.
En janvier 2016, elle a reçu le prix Aphrodite de la meilleure actrice débutante. En 2017, elle fait partie du casting du film La casa di famiglia, réalisé par Augusto Fornari.
En 2018, elle joue Ancella dans le film Moschettieri del re - La penultima missione de Giovanni Veronesi.  
En 2020, elle fait partie de la distribution de la série télévisée Doc - La série.

## Filmographie

### Au cinéma
- 2013 : Les Opportunistes (Il capitale umano) de Paolo Virzì  : Serena Ossola
- 2015 : Solo per il weekend de Gianfranco Gaioni : Melissa
- 2015 : Belli di papà de Guido Chiesa
- 2015 : Un posto sicuro de Francesco Ghiaccio : Raffaella
- 2016 : Claustrophonia de Roberto Zazzara (court-métrage)
- 2016 : 2night de Ivan Silvestrini
- 2016 : The Start Up d'Alessandro D'Alatri
- 2017 : Blue Kids d'Andrea Tagliaferri
- 2017 : La casa di famiglia de  Augusto Fornari
- 2017 : 2night de Ivan Silvestrini
- 2017 : Mamma o papà? de Riccardo Milani
- 2018 : Moschettieri del re: La penultima missione de Giovanni Veronesi
- 2018 : Ricchi di fantasia de Francesco Miccichè
- 2019 : Gli uomini d'oro de Vincenzo Alfieri
- 2020 : È per il tuo bene de Rolando Ravello
- 2021 : 4 metá d'Alessio Maria Federici (it)
- 2021 : Va bene così de Francesco Marioni
- 2021 : Futura (it) de Lamberto Sanfelice
- 2022 : Quattro metà (it) d'Alessio Maria Federici
- 2022 : Bla Bla Baby (it) de Fausto Brizzi
- 2023 : Tramite amicizia (it) d'Alessandro Siani
- 2023 : Cattiva coscienza (it) de Davide Minnella (it)
- 2024 : Runner (it) de Nicola Barnaba
- 2025 : Fatti vedere de Tiziano Russo

### À la télévision
- 2014 : Gomorra, (saison 1 - 1 épisode)
- 2020-2024 : Doc : Giulia Giordano (saisons 1 à 3)

## Récompenses et distinctions
- Bari International Film Festival 2014 : Meilleure actrice dans un second rôle pour Les Opportunistes
- Ruban d'argent 2014[1] : Prix Guglielmo Biraghi